# Guillaume Snoeck
Guillaume Snoeck, znany też jako Henri Snoeck – belgijski zapaśnik walczący w obu stylach. Olimpijczyk z Antwerpii 1920, gdzie zajął piąte i siódme miejsce w wadze lekkociężkiej.

## Turniej wAntwerpii 1920
| Konkurencja            | Walki                    | Walki            | Klas. końcowa |
| Konkurencja            | Przeciwnik I             | 1/4              | Miejsce       |
| ---------------------- | ------------------------ | ---------------- | ------------- |
| 82,5 kg styl klasyczny | František Kocián (CSK) Z | Jan Sint (NED) P | 7.            |

| Konkurencja        | Walki                   | Klas. końcowa |
| Konkurencja        | 1/4                     | Miejsce       |
| ------------------ | ----------------------- | ------------- |
| 82,5 kg styl wolny | Charles Courant (SUI) P | 5.            |